# Sayuri Sugimoto
Sayuri Sugimoto (杉本早裕吏?, Sugimoto Sayuri; Nagoya, 25 gennaio 1996) è una ginnasta giapponese.

## Biografia
Reduce da una medaglia di bronzo vinta nei 5 nastri ai Mondiali di Stoccarda 2015, Sugimoto ha partecipato alle Olimpiadi di Rio de Janeiro 2016 piazzandosi con il Giappone all'ottavo posto nel concorso a squadre.

## Palmarès
- Campionati mondiali di ginnastica ritmica

Stoccarda 2015: bronzo nei 5 nastri.
Pesaro 2017: argento nelle 3 palle / 2 funi, bronzo nei 5 cerchi e nell'all-around.
Sofia 2018: argento nei 5 cerchi.
Baku 2019: oro nelle 5 palle, argento nell'all-around e nei 3 cerchi / 4 clavette.